# Tekken Card Challenge
Tekken Card Challenge je hra vydaná pro handheld WonderSwan. Využívá postav z Tekken 3 a k tomu speciální postavu pouze v této edici, Crow.

## Popis hry
Tekken Card Challenge využívá herní systém podobný hře Pokémon. Dva protivníci proti sobě bojují za pomoci různých karet, které představují různé pohyby. Hráč začíná se čtyřmi kartami v ruce, v průběhu hry, v závislosti na úspěšnosti, pak získává další. Bojový systém se podobá hře Yu-Gi-Oh! (kámen-nůžky-papír), ve které jsou tři typy karet - kámen, papír a nůžky. Útočí se příslušnými kartami a porovnáváním s protivníkovými obrannými kartami.
Hra obsahuje několik módů. Hru pro jednoho hráče lze hrát jako adventuru. V té je umožněno „odemknutí“ dalších postav, později použitelných ve svůj prospěch. Herní plocha se skládá ze čtverců v matici 15x15, kterou hráč prochází a narazí-li na nějakém poli na odpor, postoupí duel.